# Chlorospatha corrugata
Chlorospatha corrugata là một loài thực vật có hoa trong họ Ráy (Araceae). Loài này được Bogner & Madison mô tả khoa học đầu tiên năm 1985.